# Atesta bifasciata
Atesta bifasciata är en skalbaggsart som först beskrevs av Francis Polkinghorne Pascoe 1863.  Atesta bifasciata ingår i släktet Atesta och familjen långhorningar. Inga underarter finns listade.